# Anno mariano

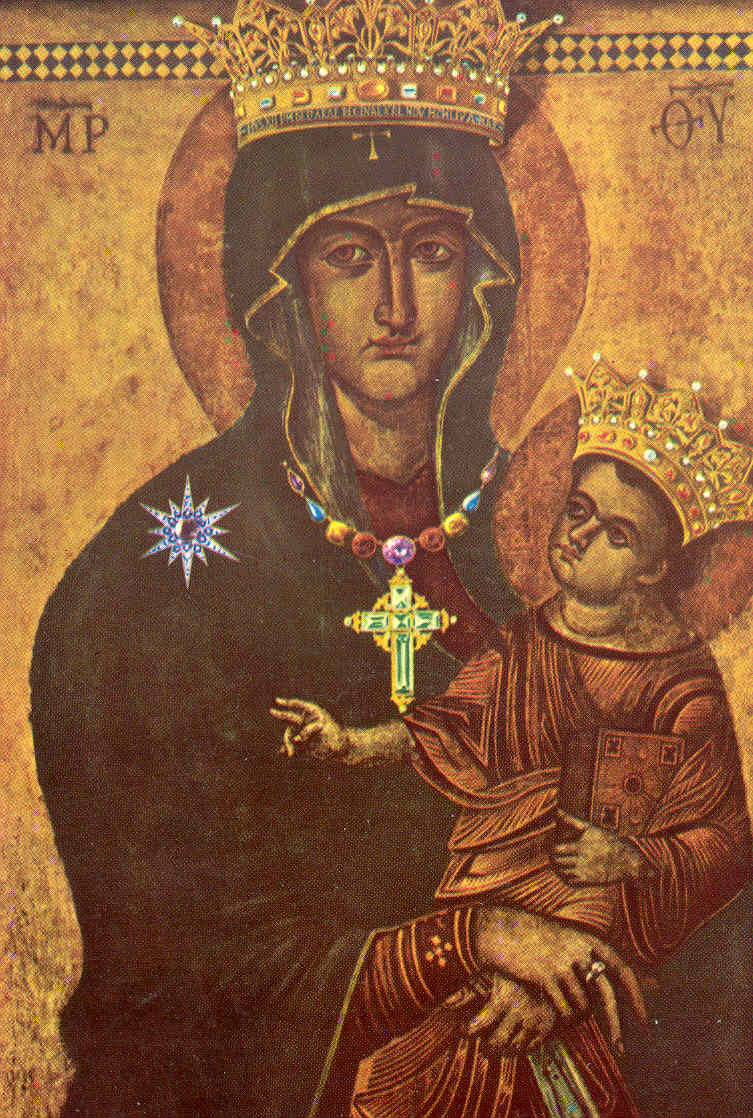
Icona della Salus Populi Romani. L'inscrizione sulla corona della Vergine recita: Pius XII PM Deiparae Reginae Kal MCMLIV A Mar. (Papa Pio XII alla Regina Madre di Dio, Anno Mariano 1954).

Un anno mariano è la designazione data dalla Chiesa cattolica a un anno del calendario nel quale Maria, madre di Gesù, viene particolarmente riverita e celebrata. Gli anni mariani non seguono uno schema preciso. Essi devono essere proclamati dai vescovi di ciascuna diocesi o dalla conferenza episcopale di un dato paese. Nella storia della Chiesa, sono stati proclamati solo due anni mariani per la Chiesa universale, uno da papa Pio XII nel 1954 e uno da papa Giovanni Paolo II nel 1987.

## Anni mariani internazionali

### Pio XII (1954)

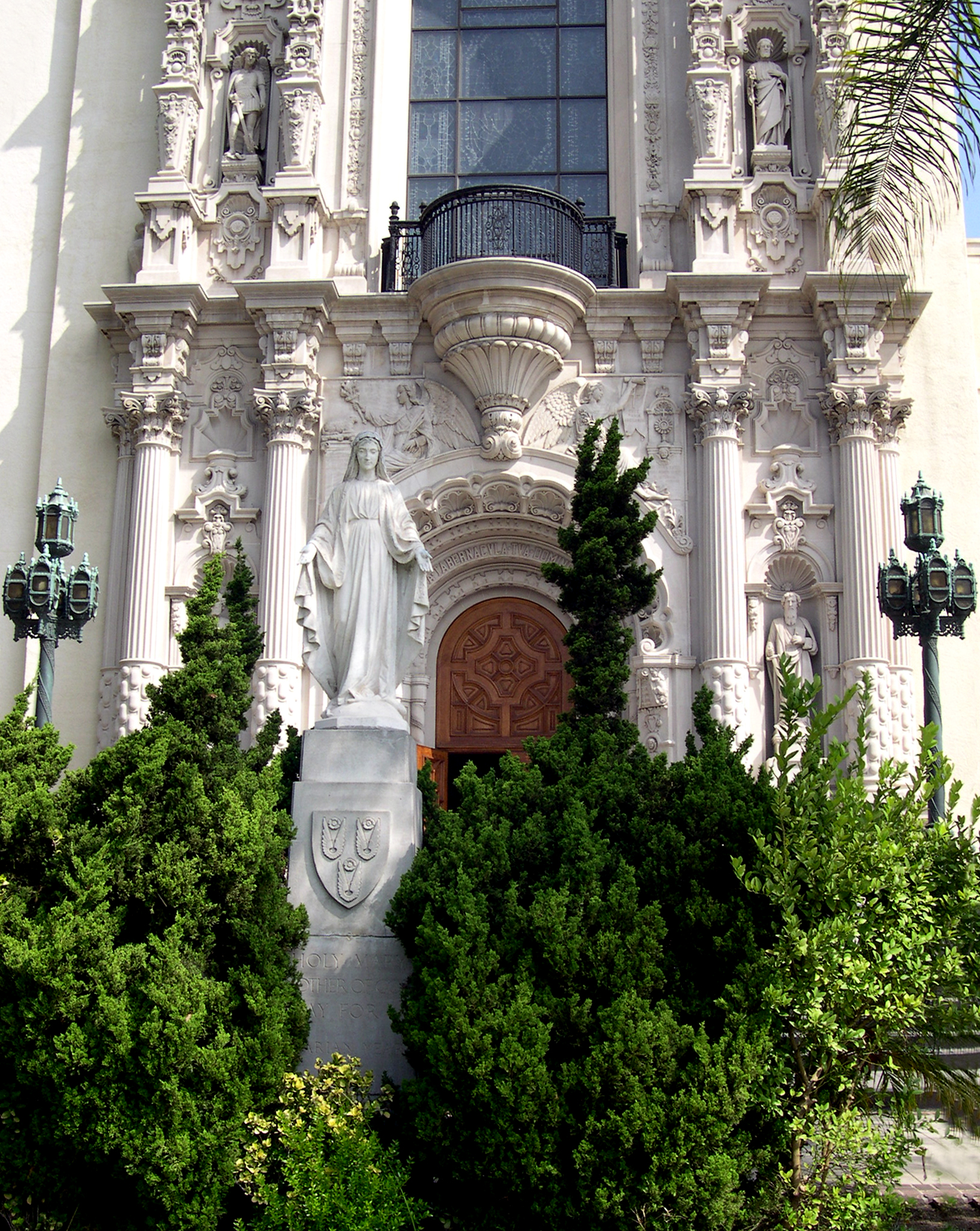
Statua della Vergine Maria che commemora il primo anno mariano universale nel 1954, St Vincent Church, Los Angeles

Nel 1953, con l'enciclica Fulgens corona, papa Pio XII dichiarò l’anno seguente, il 1954, anno mariano, il primo nella storia della Chiesa, per commemorare il centenario della proclamazione del dogma dell'Immacolata Concezione della Vergine Maria. L'anno mariano, dal dicembre del 1953 al dicembre del 1954, venne riempito di iniziative mariane, in diverse aree della mariologia, di eventi culturali, di eventi sociali e caritatevoli.
- I principi della cristianità, che la Vergine Madre di Dio ci incita a seguire con energia, possono essere completamente produttivi solo quando li mettiamo in pratica. Tenendo questo in considerazione, invitiamo ciascuno di voi, ... a celebrare l'anno mariano che noi proclamiamo si tenga in tutto il mondo dal mese prossimo di dicembre sino al medesimo mese dell'anno successivo[4]

Il papa promosse sermoni e discorsi appropriati per spiegare la fiducia dei cristiani in Maria, col proposito di incrementare la fede popolare verso la devozione a Maria. Le chiese ed i santuari mariani di tutto il mondo, "o almeno un altare, nel quale sia presente l'immagine della Beata Vergine Maria" avrebbero dovuto ospitare messe con concorso di pubblico in maniera speciale. Il papa ha invitato in particolare alla celebrazione della messa presso la grotta di Lourdes, "dove vi è un'ardente devozione alla Vergine Maria concepita senza la macchia del peccato".
L'11 ottobre 1954, festa della Maternità della Beata Vergine Maria, Pio XII pubblicò l'enciclica Ad Caeli Reginam, stabilendo la festa della regalità di Maria.

### Giovanni Paolo II (1987)
Il 1 gennaio 1987, papa Giovanni Paolo II diede inizio all'anno mariano, durato dal 7 giugno 1987 (Pentecoste) al 15 agosto 1988 (festa dell'Assunzione), in preparazione al nuovo millennio. Secondo Diarmuid Martin, della commissione pontificia di giustizia e pace, "la chiesa era divenuta troppo intellettuale dopo il Concilio Vaticano II ed il Santo Padre voleva riportarla alla tradizione."
Nel corso dell’anno, il pontefice pubblicò l'enciclica Redemptoris Mater, che costituisce il più lungo scritto mariano mai redatto da un pontefice. Essa presenta lo status delle credenze mariane e della mariologia all'inizio del XXI secolo e rappresenta "la principale fonte di insegnamento della nostra vita spirituale e di azione pastorale nell'anno mariano." Il vescovo Gérard Dionne della diocesi di Edmundston disse: "In un periodo nel quale vi sono così tante e differenti forme di devozione e riflessione teologica su Maria che non sono state approvate dalla Chiesa, è importante avere degli insegnamenti pontifici autorevoli."
Dall'inizio dell'anno mariano, venne posta in Piazza San Pietro una copia della Madonna della Colonna. Papa Giovanni Paolo II fece questo gesto su suggerimento di uno studente che gli confidò come la piazza apparisse fredda ed incompleta senza un'immagine della Beata Vergine Maria.

## Altri
- I Carmelitani hanno dichiarato anno mariano per il loro ordine il 2001 per approfondire ancora di più la mariologia e la figura della Madonna. Di provincia in provincia si tennero attività differenti. Vennero pubblicate diverse opere sul tema da esponenti carmelitani, in particolare sullo scapolare marrone dei carmelitani come segno di protezione di Maria, in rapporto col carisma dell'ordine stesso.[10]
- Nell'ottobre del 2016, il vescovo Thomas J. Tobin annunciò l'anno mariano per la diocesi di Providence, Rhode Island, a seguito della chiusura del Giubileo della Misericordia nel novembre di quello stesso anno. Nel centenario dell'apparizione della Madonna di Fatima, la diocesi ha compiuto un pellegrinaggio in Portogallo. Un'immagine pellegrina della Madonna di Guadalupe ha fatto visita alle parrocchie della diocesi.[11]